# Маруда, Дмитрий Иванович
Дмитрий Иванович Маруда (1900—1986) — навалоотбойщик шахты имени Лутугина комбината «Сталинуголь», Герой Социалистического Труда.

## Биография
Родился 14 ноября 1900 года в селе Большое Мешково Амвросиевской волости Таганрогского округа области войска Донского, ныне Великое Мешково Амвросиевского района Донецкой области Украины, в семье рабочего. Украинец. Окончил три класса школы в своём селе.
Трудовую деятельность начал в 1914 году на шахтах Донбасса. Работал выкидчиком, вагонщиком, с 1915 года — забойщиком на разных шахтах, упаковщиком цементного завода.
В 1919 году был мобилизован в армию Деникина, воевал рядовым в составе отряда Шкуро, дважды дезертировал, лечился в госпитале Белой армии в городах Кременчуг, Мариуполь. В конце 1919 года вернулся в родное село.
В 1920 году снова пришёл работать на шахту, теперь в город Чистяково. Трудился забойщиком на разных шахтах Чистяковского рудоуправления. В 1930 году вступил в ВКП(б)/КПСС. В 1933 году окончил курсы горных мастеров. Был назначен горным мастером шахты № 28, избран председателем шахткома.
В 1935 году перешёл навалоотбойщиком на шахте имени Лутугина, с которой связана все го дальнейшая трудовая деятельность. Окончил курсы начальников участков в посёлке Рутченково, курсы председателей шахткомов в городе Красный Луч. Работал на шахте им. Лутугина помощником начальника участка, председателем шахткома, горным мастером.
С началом Великой Отечественной войны был эвакуирован в Среднюю Азию, работал на шахте Кзыл-Кия (Киргизия).
В 1942 году был призван в Красную Армию Панфиловским райвоенкоматом Фрунзенской области. Воевал на Юго-Западном, Северо-Западном, Воронежском 1-м и 2-м Украинских фронтах. В 1945 году — автоматчик 23-го гвардейского воздушно-десантного полка 9-й гвардейской воздушно-десантной дивизии. За отличие в боях в феврале-апреле 1945 года награждён орденами Красной Звезды и Славы 3-й степени. 22 апреля 1945 года был ранен, день Победы встретил в госпитале. В декабре 1945 года был демобилизован.
Вернулся на родную шахту. Ударно трудился навалоотбойщиком, перевыполняя задания в полтора-два раза, добывая по 5-7 тонн угля сверх плана. Убрав свой пай, он начинал крепить за собой лаву. Его пример уплотнения рабочего дня переняла вся бригада, и в дальнейшем было высвобождено два крепильщика. Много времени и энергии уделял подготовке новых шахтёрских кадров. Вместе с ним в лаве постоянно работали молодые горняки, которым он передавал свои навыки, опыт и знания.
Указом Президиума Верховного Совета СССР от 28 августа 1948 года за выдающиеся успехи в деле увеличения добычи угля, восстановления и строительства угольных шахт и внедрение передовых методов работы, обеспечивающих значительный рост производительности труда, Маруде Дмитрию Ивановичу присвоено звание Героя Социалистического Труда с вручением ордена Ленина и золотой медали «Серп и Молот».
Работал на шахте имени Лутугина до выхода на пенсию.
Жил в городе Чистяков (с 1967 года — Торез) Донецкой области. Скончался 31 января 1986 года.

## Награды
Награждён двумя орденами Ленина (28.08.1948, 04.09.1948), орденами Отечественной войны 2-й степени (11.03.1985), Красной Звезды (01.06.1945) и Славы 3-й степени (20.05.1945), медалями.